# IDrive
 (mai 2021).
Si vous disposez d'ouvrages ou d'articles de référence ou si vous connaissez des sites web de qualité traitant du thème abordé ici, merci de compléter l'article en donnant les références utiles à sa vérifiabilité et en les liant à la section « Notes et références ».
L'iDrive est un concept d'interface ergonomique de commande mise au point par le constructeur automobile BMW pour les systèmes d'infodivertissement et d'assistance à la conduite de ses voitures.
Il se compose d'une molette située en bas du tableau de bord à droite du conducteur. La molette peut être tournée pour parcourir des menus affichés sur l'écran LCD, enfoncée pour valider un choix ou poussée vers la droite ou la gauche pour faire défiler des onglets.

## iDrive (première génération)

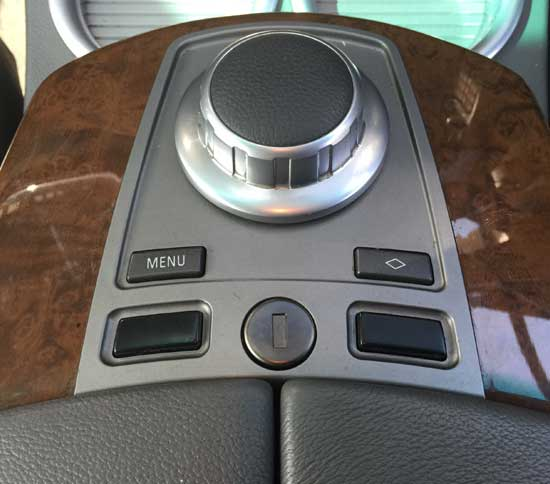
Updated iDrive controller featuring a leather top, menu as well as customization buttons.
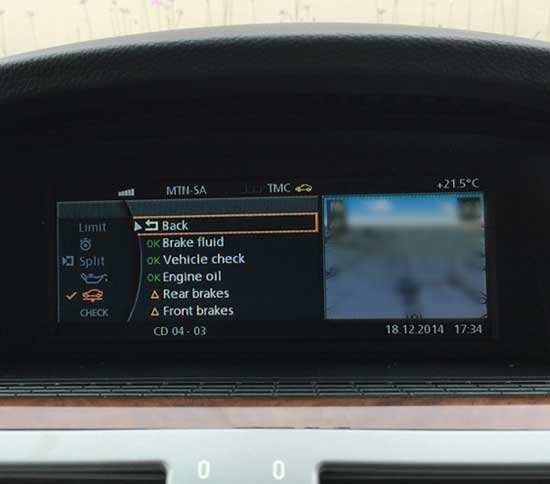
LCI iDrive montrant des items de services
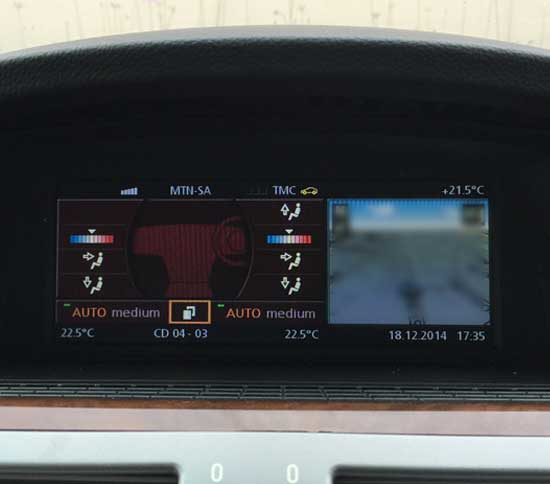
LCI iDrive montrant un menu climatisation.
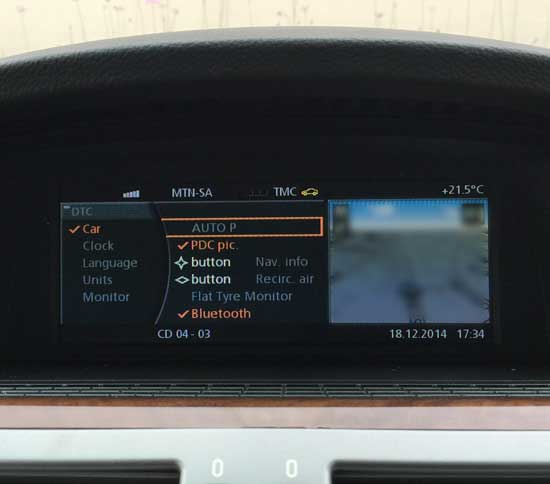
LCI iDrive montrant un menu paramétrage.

## iDrive Professional NBT (NextBestThing) [iDrive 4.0]

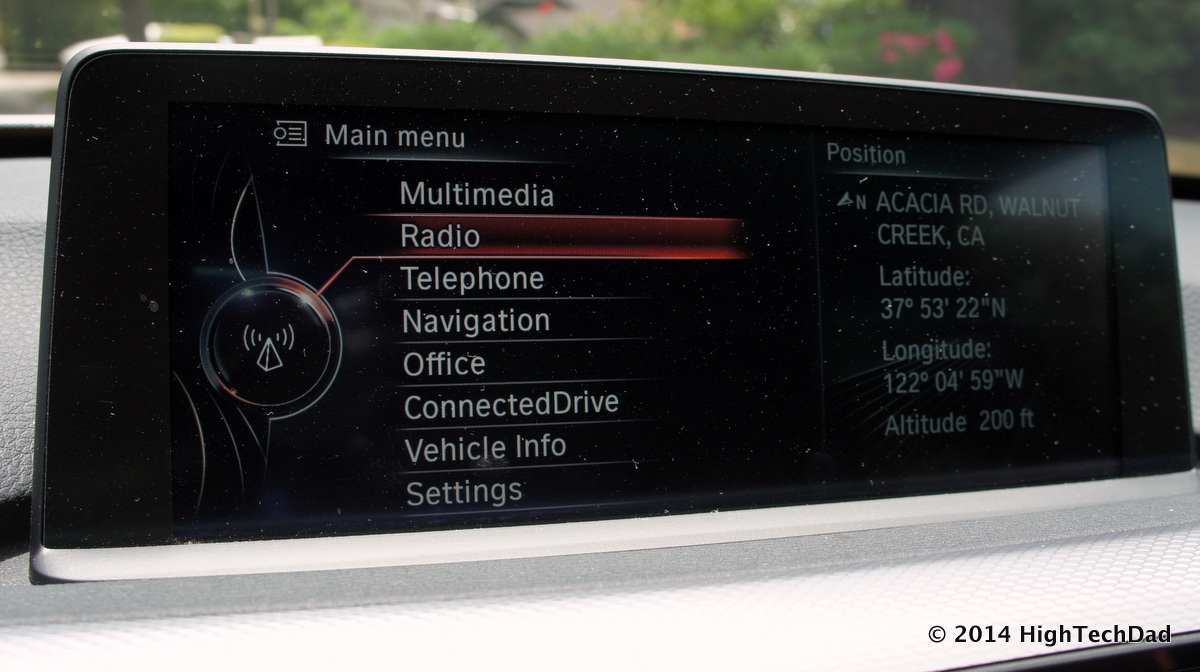
iDrive NBT